# Schlacht bei Fleurus (1794)
1792

Porrentruy – Marquain – Quiévrain – Verdun – Thionville – Valmy – Lille – Mainz (1792) – Jemappes
1793

Aldenhoven I – Namur – Neerwinden – Mainz (1793) – Famars – Valenciennes (1793) – Arlon (1793) – Hondschoote – Meribel – Avesnes-le-Sec – Pirmasens – Toulon – Fontenay-le-Comte – Cholet – Lucon – Trouillas – Dünkirchen – Le Quesnoy – Menin I – Wattignies – Weißenburg I – Biesingen – Kaiserslautern I – Weißenburg II
1794

Boulou – Landrecis – Menin II – Mouscron – Martinique – Guadeloupe – Tourcoing – Tournai – Kaiserslautern II – San-Lorenzo de la Muga – 13. Prairial – Fleurus – Kaiserslautern III – Vosges – Aldenhoven II
1795

Cornwallis’ Rückzug – Genua – Groix – Hyeres – Handschuhsheim – Mainz (1795) – Mannheim – Loano
1796

Montenotte – Millesimo – Dego – Mondovì – Lodi – Borghetto – Castiglione – Mantua – Siegburg – Altenkirchen – Wetzlar – Kircheib – Kehl – Kalteiche – Friedberg  – Malsch – Neresheim – Sulzbach – Deining – Amberg – Würzburg – Neufundland – Rovereto – Bassano – Limburg – Biberach I – Emmendingen – Schliengen – Caldiero – Arcole – Irland
1797

Fall von Kehl – Rivoli (1797) – St. Vincent – Diersheim – Santa Cruz – Neuwied – Camperduin
Die Schlacht bei Fleurus am 26. Juni 1794, ein militärischer Zusammenstoß zwischen Frankreich und dem römischen Kaiser bzw. dem Hause Habsburg-Österreich im Ersten Koalitionskrieg (1792–1795/97), war ein bedeutender Sieg der französischen Revolutionsarmee unter dem französischen General Jean-Baptiste de Jourdan über die Koalitionstruppen unter dem Fürsten von Sachsen-Coburg. Der Erfolg bei Fleurus (zwischen Namur und Charleroi gelegen, nach dem Revolutionskalender am 8. Messidor des Jahres II der Republik) öffnete der Französischen Republik die südlichen (österreichischen) Niederlande.

## Vorgeschichte
Der französische Brigadegeneral Jourdan hatte im Juni 1794 vom Wohlfahrtsausschuss den Oberbefehl über die Mosel-Armee und die Ardennen-Armee erhalten. Als Volksvertreter war ihm Louis Antoine de Saint-Just (1767–1794) zur Seite gestellt worden. Der Historiker Hans Peter Richter erwähnt, dass Saint-Just viele Einzelheiten des Vormarsches durchdacht und mit Jourdan besprochen hat. Saint-Just hat auch in den Wochen vor der Schlacht an der östlichen Flanke der Front bei Fleurus die erfolgreichen Voraussetzungen zum Sieg hergestellt. Dort war der Übergang über die Sambre erst nach sieben Versuchen gelungen und Charleroi eingeschlossen worden, das dann nach sieben Tagen am 25. Juni kapitulieren musste. Nach Hilaire Belloc war dieser Erfolg eine wichtige Voraussetzung für das Gelingen der Auseinandersetzung mit den Verbündeten am folgenden Tag. Die Begeisterungsfähigkeit von Saint-Just und das militärische Organisationstalent von Lazare Carnot bewirkten die Überlegenheit der französischen Revolutionstruppen.
Die Kaiserlichen und ihre Verbündeten führten zusammen 46.000 Mann heran und versuchten, dem belagerten Charleroi Entsatz zu bringen. Am Tage der Schlacht wussten sie noch nichts vom Fall der Stadt, der bereits am Vortag erfolgt war.

## Gegenseitige Truppenaufstellung

### Österreichisch-Holländische Koalitionsarmee

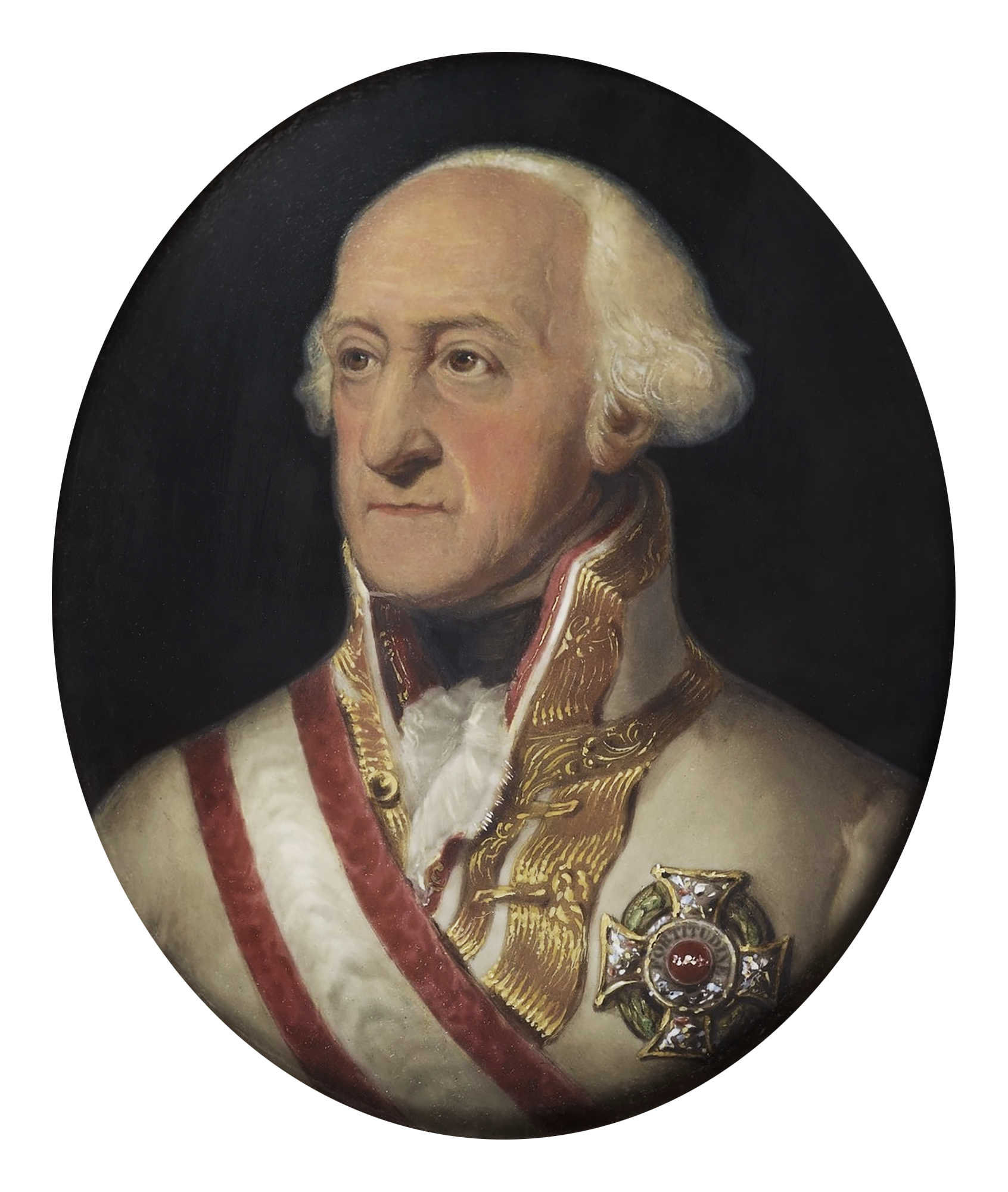
Friedrich Josias von Sachsen-Coburg-Saalfeld

Die österreichischen Einheiten unter dem Oberkommando des Herzogs von Sachsen-Coburg:
Rechter Flügel
- 1. Kolonne unter Erbprinz Wilhelm von Oranien mit 23 Bataillone und 32 Eskadronen zählte 12.300 Mann Infanterie, 3.500 Mann Kavallerie, 32 Geschütze (zumeist Holländer), rechts mit der Division unter Prinz Friedrich von Oranien (7 Bataillone und 12 Schwadronen), links mit Fürst Friedrich Karl August von Waldeck und dem kaiserlichen FML. Maximilian Baillet von Latour (14 Bataillone und 18 Schwadronen), in der Mitte die Brigade des FML. Riesch (2 Bataillone und 2 Schwadronen).[1]

Zentrum
- 2. Kolonne unter FML. Peter Vitus von Quosdanovich mit 7,5 Bataillone und 16 Eskadronen zählte 6.400 Mann, 2.150 Reiter und 16 Geschütze
- 3. Kolonne unter Feldzeugmeister Franz Wenzel von Kaunitz mit 8 Bataillone und 18 Schwadronen zählte 9.192 Mann und 2.200 Reiter, 17 Geschütze
- 4. Kolonne unter Feldzeugmeister Erzherzog Karl und Grenadierdivision unter FML. Franz von Werneck mit 7,5 Bataillone und 16 Eskadronen zählte 6.400 Mann, 1.800 Reiter und 18 Geschütze

Linker Flügel
- 5. Kolonne unter FML. Jean-Pierre de Beaulieu zählte 10.300 Mann, 3.050 Reiter sowie 20 Geschütze. Rechter Flügel mit 6 Bataillone und 11 Schwadronen, die Mitte mit Division des FML. Schmerzing (8 Bataillone und 10 Schwadronen) und am linken Flügel eine weitere Division unter General Zoph (4 Bataillone und 5 Schwadronen), diese wurde gegen Gilly detachiert, um die Sambre bei Tamines zu sichern.[2]

### Französische Armee
Die nach der Schlacht zur Sambre- und Maas-Armee zusammengefassten französischen Einheiten unter dem Kommando des Obergenerals Jean-Baptiste Jourdan:
Rechter Flügel General Marceau

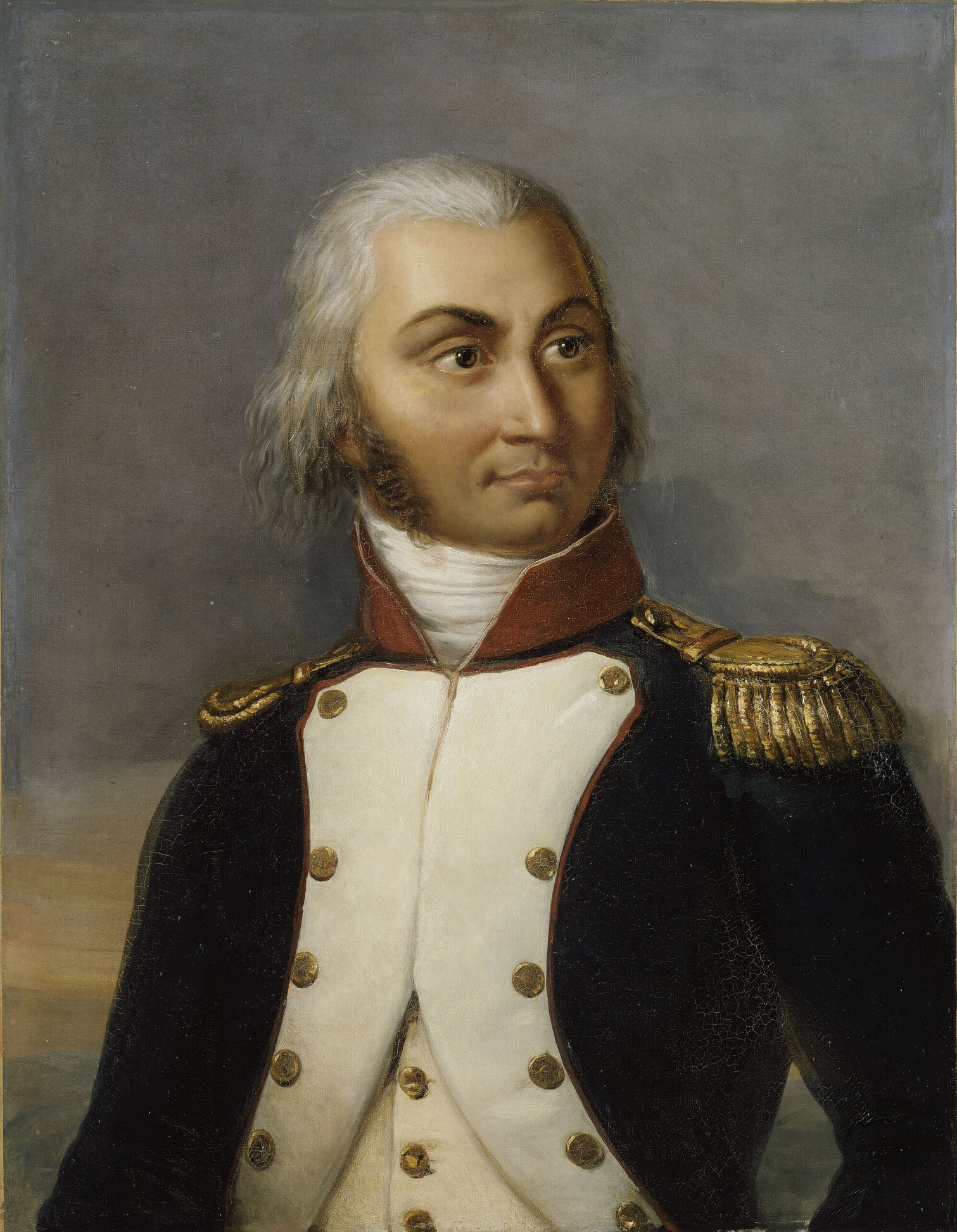
Jean-Baptiste Jourdan

- Division François Séverin Marceau...............10 Bataillone, 3 Kavallerie-Regimenter, 1 Kompanie Artillerie
- Division Jean Adam Mayer...................12 Bat., 3 Kav.-Reg., 1 Komp. Artillerie

Zentrum Obergeneral Jourdan
- Division François-Joseph Lefebvre...............14 Bat., 2 Kav.-Reg., 1 Komp. Artillerie
- Division Jean-Étienne Championnet........12 Bat., 2 Kav.-Reg., 1 Komp. Artillerie
- Division Antoine Morlot....................12 Bat., 2 Kav.-Reg., 1 Komp. Artillerie
- Reservediv. Jacques Maurice Hatry...............12 Bat., 2 Kav.-Reg.
- Kavalleriediv. Jacques Charles Dubois............2 Brigaden

Linker Flügel General Kléber
- Division Jean-Baptiste Kléber.....................12 Bat., 2 Kav.-Reg., 1 Komp. Artillerie
- Division Anne Charles Basset Montaigu.............. 12 Bat., 3 Kav.-Reg., 1 Komp.
- Division Mueller..................... 2 Brigaden,
- Reserve des linken Flügels… 6 Bat., 3 Kav.-Reg., 1 Komp. Artillerie

Gesamtstärke über 80.000 Mann

## Schlachtverlauf

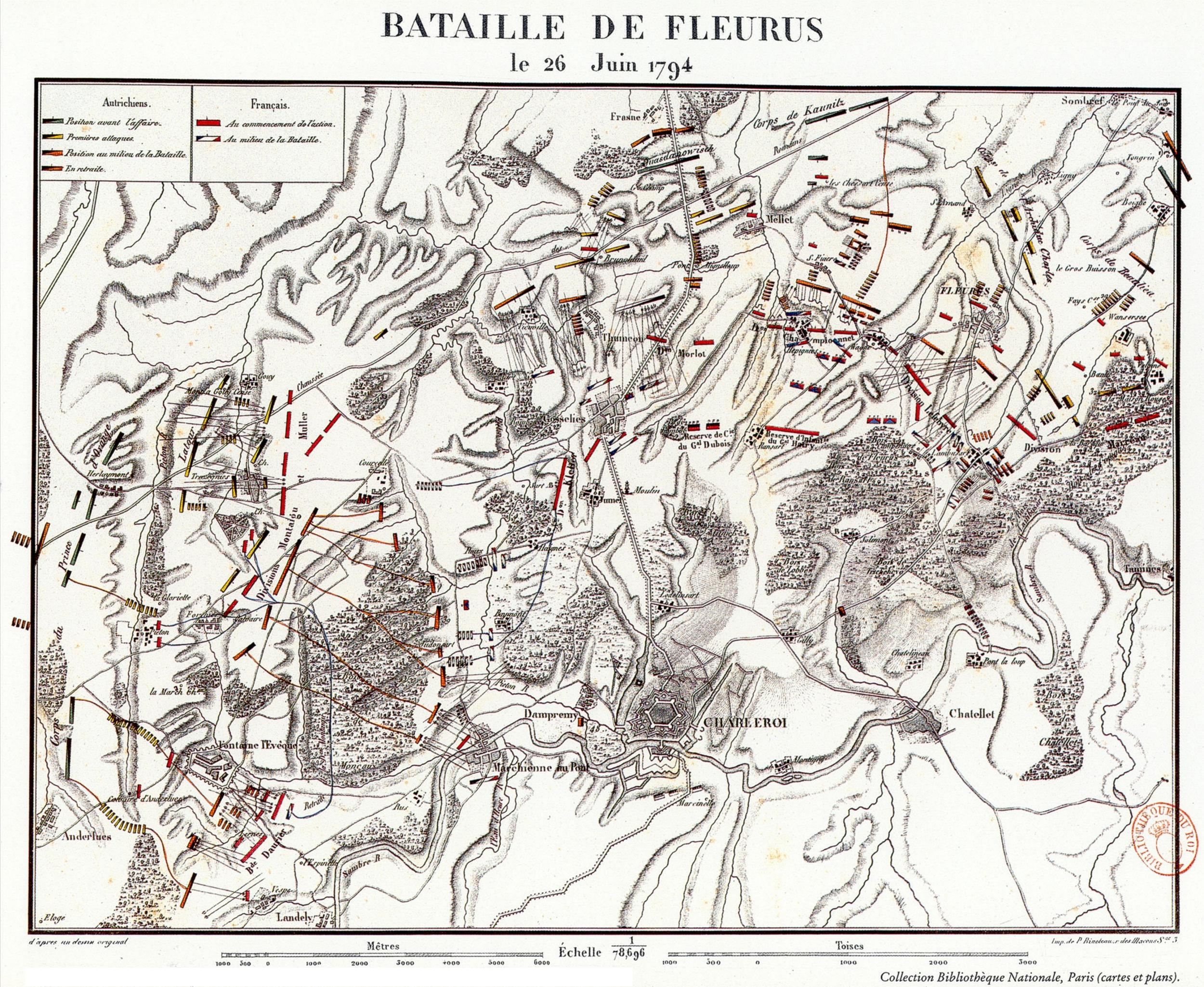
Schlacht bei Fleurus

Im Morgengrauen des 26. Juni griff die verbündete Armee des Herzogs Friedrich von Sachsen-Coburg die Franzosen an, die in einer Stellung nördlich der Sambre, halbkreisförmig um die belagerte Festung Charleroi aufmarschiert waren.
Die niederländischen Verbündeten unter dem Fürsten von Oranien waren bereits am Abend des Vortages am westlichen Abschnitt der Schlachtfront aus dem Walde von Mariemont in Richtung Chapelle d'Erlemont aufmarschiert. Sie trafen auf den linken französischen Flügel, der durch die Brigade Daurier (5.900 Mann) und die Division Montaigne (8.300 Mann) gebildet war und sich an der Linie Fontaine l'Eveque nach Forchies und Trazegnies erstreckte. Die französische Division Kléber (9.900 Mann), die anfangs als Reserve bei Gosselies konzentriert war, wurde nach dem Angriff der Niederländer als Verstärkung an den Linken Flügel dirigiert. Die 2. Kolonne unter General Quosdanovich und die 3. Kolonne unter den Grafen Kaunitz hatten am Abend des Vortages bei Cense Chassart Stellung genommen und rückten um 5 Uhr morgens gegen den Wald von Lombuc vor, wo sich die Mitte der Front entwickelte. Am linken Flügel der Kaiserlichen rückte Erzherzog Karl auf Fleurus vor, ganz im Osten der Front lagen die Truppen des FML Beaulieu vor Lambusart und drängten die französischen Vorposten südwärts zur Sambre zurück.
Jourdans Front wurde bei Tagesanbruch an fast allen Punkten attackiert, hielt aber im Allgemeinen den Angriffen des Gegners stand. Das linke Flügelkorps des Prinzen Friedrich von Oranien unter der Führung des Fürsten Friedrich Karl August von Waldeck, verstärkt durch eine österreichische Division unter FML Maximilian Baillet von Latour, schob seine Kräfte nach Judansart am Pieton-Bach vor. Um 9 Uhr begann der Erbprinz von Oranien den Angriff gegen den Ort Wespes, wurde aber im Laufe des Vormittags durch französische Verstärkungen auf die Höhen von Calvaire d'Anderlues zurückgeworfen. Der Angriff auf Marchienne au Pont wurde aufgegeben, nach Mittag erfolgte der Rückzug der Holländer zum Walde von Monceau. Oberst Bernadotte, unter dem Kommando von General Kléber, machte sich am linken Flügel der Franzosen besonders verdient, als er wankende Truppen aufhielt, mit 6 Bataillonen verlorenes Terrain zurückeroberte und die Österreicher bis an ihr Lager bei Chapelle d'Erlemont zurückwarf. Aufgrund seiner Tapferkeit und seiner Erfolge in dieser Schlacht wurde er zum Brigadegeneral ernannt.
Die 2. Kolonne unter Quosdanovich hatte Frasnes genommen und griff weiter gegen Gosselies an, während die Truppen unter Kaunitz die französischen Vortruppen bei Heppignies zurücktrieben und dann festliefen. Die 4. Kolonne der Kaiserlichen unter Erzherzog Karl stürmte nach den Anmarsch seiner Grenadiere im Kampf mit den gegnerischen Truppen Jean-Étienne Championnet gegen 9.00 Uhr vormittags das Dorf Fleurus. Der rechte Flügel unter Beaulieu konnte den gegnerischen Flügel unter Marceau auf die Sambre abdrängen. Der Sieg hatte bis Mittag den kaiserlichen Truppen zugeneigt, der rechte Flügel der Franzosen war bereits geschlagen. Die Franzosen erhielten vor Fleurus aber laufend Verstärkung durch jene Truppen, die nach der Übergabe von Charleroi frei geworden waren. Im Zentrum ging die französische Division Lefebvre erfolgreich zum Gegenangriff über, hier verlief der österreichische Angriff im Sande. Jourdan setzte dort zusätzlich seine Hauptreserve ein, so dass das Gefecht gegen Erzherzog Karl an der Cense Campinaire mehrfach hin und her wogte.
Der Historiker Albert Soboul (1914–1982) schrieb, Saint-Just habe während der Schlacht die Kolonnen unablässig zum Angriff geführt. — An der Schlacht bei Fleurus nahmen neben General Jourdan weitere später wichtige Generäle des Kaiserreiches teil, darunter François-Joseph Lefebvre, Jean-Baptiste Kléber, François Severin Marceau, Bernadotte (später König von Schweden und Norwegen), Jean-Étienne Championnet, Nicolas-Jean de Dieu Soult und Étienne-Maurice Gérard.
Als dem Prinzen von Sachsen-Coburg der Fall von Charleroi bekannt wurde, brach er den Angriff ab, die Koalitionstruppen traten den Rückzug an. Jourdan verfügte gegen Ende der Schlacht noch immer über 77.300 Mann und war zahlenmäßig noch weit überlegen. Die deutlichen Verluste der Franzosen mit 5.000 gegenüber ca. 200 Toten, 1.017 Verwundeten und 361 Gefangenen auf Koalitionsseite zeigen, dass es sich für die Österreicher um keine große Niederlage, eher um einen verschenkten Sieg handelte. Dennoch war dies der Anfang vom Ende der österreichischen Besitzungen in den Niederlanden.

## Erste Aufklärung aus der Luft
Für die Schlacht bei Fleurus stieg Jean Marie Joseph Coutelle auf französischer Seite mit dem Militärballon „Entreprenant“ zur wahrscheinlich ersten Luftaufklärung der Geschichte auf. Nicolas-Jean de Dieu Soult meinte in seinen „Denkwürdigkeiten“, diese Beobachtungen hätten keinen Einfluss auf die Schlacht gehabt.

## Folgen
Nach der Schlacht konnte die Franzosen ihre Offensive in Richtung Norden fortsetzen und die Österreichischen Niederlande besetzen.
Für die Franzosen wurde die Schlacht von Fleurus legendär: Nach der Kanonade von Valmy (September 1792) und der siegreichen Schlacht von Jemappes (November 1792), denen 1793/94 zahlreiche schwere Rückschläge gefolgt waren, stellte der Sieg bei Fleurus, errungen mit einem neuartigen Volksheer (levée en masse), einen strategischen Wendepunkt dar – im Rückblick eine Etappe auf dem Wege zur Eroberung aller Gebiete links des Rheins (Doktrin der „natürlichen Grenzen“ Frankreichs).
Der Sieg nahm der Diktatur des Wohlfahrtsausschusses, der sich auf den allgemeinen Notstand, die Abwehr der inneren und äußeren Bedrohungen der Revolution berief, einen wichtigen Teil ihrer Legitimation. Die Schlacht gilt deshalb als eine der Ursachen für den Sturz Robespierres einen Monat nach der Schlacht.
Im Waterloo-Feldzug Napoléons fanden am 16. Juni 1815 zwei weitere Schlachten in der Nähe von Fleurus statt: die Schlacht bei Ligny und die Schlacht bei Quatre-Bras.